# Dolnośląski Bank Gospodarczy
Dolnośląski Bank Gospodarczy S.A. – bank uniwersalny z siedzibą we Wrocławiu, utworzony w 1990 i działający w latach 1991–1995. W latach 1994–1995 był przedmiotem przymusowej restrukturyzacji prowadzonej przez Narodowy Bank Polski.

## Historia
Bank uzyskał zgodę Narodowego Banku Polskiego na rozpoczęcie działalności w październiku 1990, a w lipcu 1991 rozpoczął działalność operacyjną z siedzibą we Wrocławiu, przy Placu Solnym 13. Był to pierwszy prywatny bank założony na Dolnym Śląsku po 1989. Wspólnikami banku było ok. 400 podmiotów i osób fizycznych, w tym Izba Rzemieślnicza we Wrocławiu, Bank Przemysłowo-Handlowy SA z Krakowa i skarb państwa reprezentowany przez wojewodę wrocławskiego.
W lutym 1994 Narodowy Bank Polski rozpoczął proces restrukturyzacji banku poprzez ustanowienie zarządu komisarycznego. Powodem były zbyt niskie kapitały banku, wysoki udział kredytów niespłaconych oraz transakcje oszukańcze, których ofiarą padł bank. Obsługiwał on wówczas ok. 5 tys. klientów. W 1995 w wyniku zarządzonej likwidacji bank został połączony przez NBP z Prosper Bankiem S.A., który również znajdował się pod kontrolą banku centralnego z uwagi na prowadzony proces jego przymusowej restrukturyzacji.
W latach 1995–2002 toczyły się procesy karne osób związanych z bankiem, w tym prezesa zarządu, przewodniczącego rady nadzorczej i akcjonariuszy. Oskarżeni byli oni o wyłudzenia kredytów. Proces zakończył się wyrokami skazującymi i karami pozbawienia wolności w zawieszeniu.

## Kontrowersje
W 2007 na łamach Naszego Dziennika ukazał się artykuł sugerujący, że w 1994 ówczesna prezes NBP Hanna Gronkiewicz-Waltz oraz Władysław Frasyniuk mieli wspierać osoby związane ze środowiskiem przestępczym w przejęciu banku. Była prezes NBP wytoczyła gazecie proces domagając się przeprosin i zadośćuczynienia. W 2010 strony zawarły ugodę, na mocy której Nasz Dziennik opublikował przeprosiny i wycofał się z nieuprawnionych i nieprawdziwych sugestii, jakoby Pani Hanna Gronkiewicz-Waltz, jako Prezes Narodowego Banku Polskiego, pomagała mafii w przejęciu Dolnośląskiego Banku Gospodarczego oraz utrzymywała kontakty z gangsterami.